# Samwel Szahramanian
Samwel Szahramanian (orm. Սամվել Շահրամանյան, ur. 1 grudnia 1978) – karabachski polityk, ostatni prezydent nieuznawanej Republiki Górskiego Karabachu.

## Życiorys
Bliski współpracownik byłego prezydenta Bako Sahakiana – w czasie jego prezydentury pełnił funkcję szefa Narodowego Biura Bezpieczeństwa. Gdy 31 sierpnia 2023 roku prezydent Arajik Harutiunian ogłosił swoją rezygnację, Szahramanian został mianowany ministrem stanu. Jego kandydatura na szefa państwa została poparta przez największą partię Wolna Ojczyzna i trzy partie opozycyjne. Został wybrany na prezydenta przez parlament 9 września (będąc jedynym kandydatem), stosunkiem głosów 22-1.
28 września 2023 roku podpisał dekret o rozwiązaniu Republiki Górskiego Karabachu po zakończeniu 2023 roku.